# Blue Train Station
Blue Train Station è il primo album in studio dei the Cynics.

## Tracce
Lato A
1. Blue Train Station	2:24
2. On The Run	3:16
3. Waste Of Time	2:13
4. No Friend Of Mine	2:26
5. Soul Searchin'	2:30
6. Love Me Then Go Away	3:42

Lato B
1. No Way	1:48
2. Hold Me Right	2:08
3. Why You Left Me	2:24
4. I Can't Get Away From You	2:24
5. I Want Love	2:07
6. Road Block	6:55